# Fight Night 2004
Fight Night 2004 est un jeu vidéo de simulation de boxe sorti sur PlayStation 2 et Xbox. Il a été développé par EA Sports, édité par EA Canada et fait suite à Knockout Kings.